# Marian Nunberg
Marian Nunberg (ur. 8 września 1896 we Lwowie, zm. 31 stycznia 1986 w Warszawie) – polski entomolog leśny i koleopterolog. Prof. dr hab. Szkoły Głównej Gospodarstwa Wiejskiego, członek honorowy Polskiego Towarzystwa Entomologicznego.

## Życiorys
Urodził się w rodzinie Henryka, rewidenta pocztowego, i Marty z domu Berg. W rodzinnym mieście ukończył szkołę powszechną im. Św. Kingi, sześć klas w V Gimnazjum im. Hetmana Żółkiewskiego (do 1913). Odbył roczną obowiązkową praktykę leśną w Dobronowicach k. Przemyśla (do listopada 1914). W 1915 został wcielony w szeregi armii austriackiej, w której służył w stopniu podporucznika piechoty, walcząc na froncie wschodnim, gdzie był ranny, i we Włoszech.
Po odzyskaniu przez Polskę niepodległości, w latach 1919–1921 był oficerem gospodarczym we Lwowie, a później w Grodnie. Równolegle do służby wojskowej uzupełniał wiedzę i w 1920 eksternistycznie zdał maturę w V Gimnazjum im. Hetmana Żółkiewskiego we Lwowie. W 1921 przeszedł do rezerwy i rozpoczął studia na Wydziale Rolniczo-Lasowym Politechniki Lwowskiej, jako specjalizację wybrał entomologię i ochronę lasu, jego promotorem był prof. Aleksander Kozikowski. W 1922 wstąpił do Polskiego Związku Entomologicznego. W 1925 został inżynierem leśnikiem. Od 1926 pracował jako asystent, w kierowanej przez prof. Kazimierza Simma, pracowni zoologii i entomologii Wyższej Szkoły Gospodarstwa Wiejskiego w Cieszynie. 1 października 1928 objął obowiązki wykładowcy i zastępcy kierownika Państwowej Szkoły dla Leśniczych w Cieszynie oraz wstąpił do Związków Zawodowych Pracowników Leśnictwa i Drzewnictwa. W 1929 przedstawił rozprawę pt. Morfologia narządów pyszczkowych larw i chrząszczy korników, na podstawie której uzyskał stopień doktora nauk technicznych. W 1931 przeniósł się do Warszawy, gdzie powierzono mu stanowisko kierownika Oddziału Ochrony Lasu w Zakładzie Doświadczalnym Lasów Państwowych. Od 1936 prowadził wykłady zlecone i ćwiczenia na Wydziale Leśnym Szkoły Głównej Gospodarstwa Wiejskiego. W 1937 opublikował rozprawę pt. O wpływie różnych czynników na występowanie i populację strzygonii choinówki (Pannolis flammea Schiff. et Den.), rok później rozpoczął przewód habilitacyjny i otrzymał stopień docenta.
Po wybuchu II wojny światowej wraz z Naczelną Dyrekcją Lasów Państwowych był ewakuowany do Pińska, skąd przez Lwów i Przemyśl powrócił do Warszawy. Od maja do września 1940 pracował jako stróż leśny w nadleśnictwie Wielgie k. Łochowa. W październiku 1940 rozpoczął pracę w Głównym Oddziale Leśnym Generalnego Gubernatorstwa, jako specjalista w dziedzinie ochrony lasu, na stanowisku tym pozostał do stycznia 1945.
Po zakończeniu działań wojennych, w 1945 powrócił do Warszawy i stanął na czele Zakładu Ochrony Lasu w Instytucie Badawczym Leśnictwa w Warszawie, w latach 1956–1974 był też przewodniczącym Rady Naukowej IBL. W 1946 uzyskał tytuł profesora nadzwyczajnego Ochrony Lasu i Entomologii na Wydziale Leśnym SGGW w Warszawie. W latach 1947–1948 i 1956–1957 był dziekanem, a od 1951 do 1953 prodziekanem Wydziału Leśnego SGGW, w latach 1946–1950 kierował Katedrą Ochrony Lasu i Owadoznawstwa Leśnego, a następnie w latach 1950–1966 Katedrą Ochrony Lasu. Równocześnie, w latach 1958–1962 kierował Pracownią Ochrony Lasu w Zakładzie Badań Leśnych PAN. W 1956 uzyskał tytuł naukowy profesora zwyczajnego, w następnym roku został członkiem korespondencyjnym Polskiej Akademii Nauk (PAN). Od 1963 przez dwa lata zasiadał w prezydium PAN, w międzyczasie tj. w 1964 został członkiem rzeczywistym. Równocześnie przewodniczył Komitetowi Nauk Leśnych przy Wydziale V Nauk Rolniczych i Leśnych PAN. Ponadto był członkiem Związku Nauczycielstwa Polskiego, Związku Leśnego i Drzewnego potem Polskiego Towarzystwa Leśnego oraz Polskiego Towarzystwa Entomologicznego. W 1966 przeszedł na emeryturę.
Pod kierunkiem prof. Mariana Nunberga uzyskało doktoraty 15 osób, m.in.: Stanisław Kapuściński (1946), Witold Koehler (1947), Aleksander Haber (1951), Stanisław Wiąckowski (1956), Jan Dominik (1957), Jan Karczewski (1959), Ryszard Dzięciołowski, Jerzy Pawłowski, Piotr Sumiński (1960), Krystyna Madziara-Borusiewicz, Andrzej Szujecki (1962), Stanisław Borowski (1969).
Od 8 kwietnia 1926 był żonaty z Izabellą z Kopniaków (zm. 1989).
Zmarł w Warszawie, pochowany na cmentarzu Wawrzyszewskim.

## Dorobek naukowy
Dorobek naukowy prof. Mariana Nunberga obejmuje 125 publikacji, spośród których znaczną część stanowią prace o znaczeniu światowym. Twórczość można podzielić na trzy grupy tematyczne tj. entomologia i ochrona lasy, badania nad chrząszczami z rodziny kornikowatych i wyrynnikowatych oraz faunistyka i opracowania taksonomiczne polskich chrząszczy. Do najważniejszych publikacji należą:

### Poradniki
- Klucz do oznaczania ważniejszych szkodliwych owadów leśnych /1935, 1951/;
- Najważniejsze szkodliwe owady leśne /1950/;
- Uszkodzenia drzew i krzewów leśnych wywołane przez owady /1964/.

### Monografie (wybrane)
- Chrząszcz i jego zwalczanie /1934, 1946, 1948/;
- Cetyńce /1946, 1947/;
- Najważniejsze korniki świerka /1946/;
- Najważniejsze korniki jodły /1948/;
- Poproch cetyniak /1936, 1946, 1948/;
- Barczatka sosnówka i jej zwalczanie /1935, 1946, 1948/;
- Strzygonia choinówka /1938, 1946, 1948/;
- Mniszka /1947/.

## Ordery i odznaczenia
- Krzyż Komandorski z Gwiazdą Orderu Odrodzenia Polski (1971)[3]
- Krzyż Komandorski Orderu Odrodzenia Polski (1964)[2]
- Krzyż Kawalerski Orderu Odrodzenia Polski (28 września 1954)[1]
- Złoty Krzyż Zasługi (dwukrotnie: 1938, 14 kwietnia 1947[5])
- Srebrny Krzyż Zasługi (10 listopada 1933)[6]
- Medal 40-lecia Polski Ludowej (1984)[3]
- Medal 10-lecia Polski Ludowej (19 stycznia 1955)[7]
- Brązowy Medal za Długoletnią Służbę (1938)[3]
- Medal Komisji Edukacji Narodowej (1974)[3]
- Srebrny Medal Polskiego Związku Łowieckiego (1963)[2]

## Nagrody i wyróżnienia
- Nagroda Państwowa III stopnia (zespołową) za wprowadzenie w Polsce chemicznego zwalczania szkodników leśnych z samolotu (1952)[8]
- tytuł doktora honoris causa Szkoły Głównej Gospodarstwa Wiejskiego (1969)[9]
- Nagroda Ministra Nauki Szkolnictwa Wyższego i Techniki I stopnia (zespołowa) za dorobek naukowy uzyskany w związku z opracowaniem „Kluczy do oznaczania owadów polski” (1980)[3]
- Nagroda Państwowa II stopnia (zespołowa) za opracowanie metod ochrony lasów przed szkodliwymi owadami (1980)[3]